# Edward Lewis Wallant
Edward Lewis Wallant (* 19. Oktober 1926 in New Haven, Connecticut; † 5. Dezember 1962 in New York City) war ein amerikanischer Schriftsteller. 

## Leben
Wallant diente im Zweiten Weltkrieg bei der Marine. Nach dem Ende seines Militärdiensts zog er nach New York, studierte dort am Pratt Institute sowie an der New School for Social Research und arbeitete in den Folgejahren als Art Director in der Werbebranche.
Seine literarische Karriere umfasst nur die kurze Zeit von seinem 30. Lebensjahr bis zu seinem frühen Tod, zu seinen Lebzeiten veröffentlichte er nicht mehr als zwei Romane. Der Frühvollendete wählte oft jüdische Themen The Human Season (1960) (Geschichte eines jüdischen Klempners) und The Pawnbroker (1961) (Geschichte eines jüdischen Pfandleihers). Für seinen Erstlingsroman erhielt er im Erscheinungsjahr den Harry and Ethel Daroff Memorial Fiction Award; dieser Literaturpreis wurde nach Wallants Tod umgewidmet und heißt heute zu seinen Ehren Edward Lewis Wallant Award for Jewish American Fiction.
Zwei weitere Romane erschienen postum, nämlich The Tenants of Moonbloom (1963; dt.:  Mr Moonbloom, Berlin 2012, Ü: Barbara Schaden) und The Children at the Gate (1964). Trotz dieses wenig umfangreichen Werks wird Wallant in seiner Bedeutung mit anderen, bekannteren jüdisch-amerikanischen Autoren der Nachkriegsgeneration, beispielsweise Philip Roth, Saul Bellow oder Norman Mailer, verglichen. In einer Besprechung der Tenants vom 16. August 1963 zieht der Rezensent des Time-Magazins Parallelen zum Schaffen des ebenfalls früh verstorbenen Pioniers der postmodernen amerikanischen Literatur, Nathanael West.
Edward Lewis Wallant verstarb im Alter von 36 Jahren an einem Aneurysma. Zwei Jahre nach seinem Tod wurde The Pawnbroker unter der Regie von Sidney Lumet verfilmt, Rod Steiger erhielt für seine Darstellung der Hauptfigur Sol Nazerman 1965 eine Oscar-Nominierung. Der Pfandleiher, wie der deutsche Titel lautet, gilt als der erste amerikanische Spielfilm, der die Schrecken der nationalsozialistischen Vernichtungslager darzustellen versucht.

## Werke (in deutscher Übersetzung)
- Mr Moonbloom. Roman. Aus dem Engl. von Barbara Schaden, mit einem Vorwort von Dave Eggers. Berlin Verlag, Berlin 2012, ISBN 978-3-8270-0974-6.
- Der Pfandleiher. Roman. Aus dem Engl. von Barbara Schaden. Berlin Verlag, Berlin 2015, ISBN 978-3-8270-1183-1.
- Des Menschen Jahreszeit. Roman. Aus dem Engl. von Barbara Schaden. Wagenbach, Berlin 2025, ISBN 978-3-8031-3383-0